# SN 2010go
SN 2010go – supernowa odkryta 20 lipca 2010 roku w galaktyce A125000-0754. W momencie odkrycia miała maksymalną jasność 16,90m.